# Kvalifikace na Mistrovství světa ve fotbale 2010
V kvalifikaci na Mistrovství světa ve fotbale 2010 se národní týmy ze šesti fotbalových konfederací ucházely o 31 postupových míst na závěrečný turnaj, který proběhl v Jihoafrické republice v červnu a červenci 2010. Této kvalifikace se účastnilo 204 zemí, což byl nejvyšší počet v historii.
| Region                                        | Počet místenek na finálovém turnaji pro tento region | Počet účastníků kvalifikace v tomto regionu |
| --------------------------------------------- | ---------------------------------------------------- | ------------------------------------------- |
| Afrika (CAF)                                  | 6 (včetně JAR jako hostitele)                        | 53                                          |
| Asie (AFC)                                    | 4,5*                                                 | 43                                          |
| Evropa (UEFA)                                 | 13                                                   | 53                                          |
| Jižní Amerika (CONMEBOL)                      | 4,5*                                                 | 10                                          |
| Oceánie (OFC)                                 | 0,5*                                                 | 10                                          |
| Severní, Střední Amerika a Karibik (CONCACAF) | 3,5*                                                 | 35                                          |

* Poloviny míst znamenají místa v mezikontinentální baráži.

## Kvalifikované týmy
| Tým                   | Kvalifikován jako                                | Datum zajištění účasti | Pořadí účasti na MS | Počet po sobě jdoucí účasti na MS | Poslední účast | Nejlepší umístění                       |
| --------------------- | ------------------------------------------------ | ---------------------- | ------------------- | --------------------------------- | -------------- | --------------------------------------- |
| Jihoafrická republika | Hostitel                                         | 15. května 2004        | 3.                  | 1                                 | 2002           | Základní skupina (1998, 2002)           |
| Austrálie             | 2. skupinová fáze AFC - vítěz skupiny A          | 6. června 2009         | 3.                  | 2                                 | 2006           | Osmifinále (2006)                       |
| Japonsko              | 2. skupinová fáze AFC - druhý ze skupiny A       | 6. června 2009         | 4.                  | 4                                 | 2006           | Osmifinále (2002)                       |
| Jižní Korea           | 2. skupinová fáze AFC - vítěz skupiny B          | 6. června 2009         | 8.                  | 7                                 | 2006           | 4. místo (2002)                         |
| Nizozemsko            | Vítěz skupiny 9 UEFA                             | 6. června 2009         | 9.                  | 2                                 | 2006           | 2. místo (1974, 1978)                   |
| Severní Korea         | 2. skupinová fáze AFC - druhý ze skupiny B       | 17. června 2009        | 2.                  | 1                                 | 1966           | Čtvrtfinále (1966)                      |
| Brazílie              | CONMEBOL - umístění v první čtveřici             | 5. září 2009           | 19.                 | 19                                | 2006           | Vítězové (1958, 1962, 1970, 1994, 2002) |
| Ghana                 | 3. fáze CAF - vítěz skupiny D                    | 6. září 2009           | 2.                  | 2                                 | 2006           | Osmifinále (2006)                       |
| Anglie                | Vítěz skupiny 6 UEFA                             | 9. září 2009           | 13.                 | 4                                 | 2006           | Vítězové (1966)                         |
| Španělsko             | Vítěz skupiny 5 UEFA                             | 9. září 2009           | 13.                 | 9                                 | 2006           | 4. místo (1950)                         |
| Paraguay              | CONMEBOL - umístění v první čtveřici             | 9. září 2009           | 8.                  | 4                                 | 2006           | Osmifinále (1986, 1998, 2002)           |
| Pobřeží slonoviny     | 3. fáze CAF - vítěz skupiny E                    | 11. října 2009         | 2.                  | 2                                 | 2006           | Základní skupina (2006)                 |
| Německo               | Vítěz skupiny 4 UEFA                             | 10. října 2009         | 17.                 | 15                                | 2006           | Vítězové (1954, 1974, 1990)             |
| Dánsko                | Vítěz skupiny 1 UEFA                             | 10. října 2009         | 4.                  | 1                                 | 2002           | Čtvrtfinále(1998)                       |
| Srbsko                | Vítěz skupiny 7 UEFA                             | 10. října 2009         | 11.                 | 2                                 | 2006           | 3. místo (1930) Jako součást Jugoslávie |
| Itálie                | Vítěz skupiny 8 UEFA                             | 10. října 2009         | 17.                 | 13                                | 2006           | Vítězové (1934, 1938, 1982, 2006)       |
| Chile                 | CONMEBOL - umístění v první čtveřici             | 10. října 2009         | 8.                  | 1                                 | 1998           | 3. místo (1962)                         |
| Mexiko                | CONCACAF - umístění v první trojici              | 10. října 2009         | 14.                 | 5                                 | 2006           | Čtvrtfinále (1970, 1986)                |
| USA                   | CONCACAF - umístění v první trojici              | 10. října 2009         | 9.                  | 6                                 | 2006           | 3. místo (1930)                         |
| Švýcarsko             | Vítěz skupiny 2 UEFA                             | 14. října 2009         | 9.                  | 2                                 | 2006           | Čtvrtfinále (1934, 1938, 1954)          |
| Slovensko             | Vítěz skupiny 3 UEFA                             | 14. října 2009         | 1.                  | 1                                 | —              | —                                       |
| Argentina             | CONMEBOL - umístění v první čtveřici             | 14. října 2009         | 15.                 | 10                                | 2006           | Vítězové (1978, 1986)                   |
| Honduras              | CONCACAF - umístění v první trojici              | 14. října 2009         | 2.                  | 1                                 | 1982           | Základní skupina (1982)                 |
| Nový Zéland           | Vítěz mezikontinentální baráže AFC/OFC           | 14. listopadu 2009     | 2.                  | 1                                 | 1982           | Základní skupina (1982)                 |
| Nigérie               | 3. fáze CAF - vítěz skupiny B                    | 14. listopadu 2009     | 4.                  | 1                                 | 2002           | Osmifinále (1994, 1998)                 |
| Kamerun               | 3. fáze CAF - vítěz skupiny A                    | 14. listopadu 2009     | 6.                  | 1                                 | 2002           | Čtvrtfinále (1990)                      |
| Alžírsko              | 3. fáze CAF - vítěz skupiny C                    | 18. listopadu 2009     | 3.                  | 1                                 | 1986           | Základní skupina (1982, 1986)           |
| Řecko                 | Vítěz baráže UEFA                                | 18. listopadu 2009     | 2.                  | 1                                 | 1994           | Základní skupina (1994)                 |
| Slovinsko             | Vítěz baráže UEFA                                | 18. listopadu 2009     | 2.                  | 1                                 | 2002           | Základní skupina (2002)                 |
| Portugalsko           | Vítěz baráže UEFA                                | 18. listopadu 2009     | 5.                  | 3                                 | 2006           | Třetí místo (1966)                      |
| Francie               | Vítěz baráže UEFA                                | 18. listopadu 2009     | 13.                 | 4                                 | 2006           | Vítězové (1998)                         |
| Uruguay               | Vítěz mezikontinentální baráže CONCACAF/CONMEBOL | 18. listopadu 2009     | 11.                 | 1                                 | 2002           | Vítězové (1930, 1950)                   |

## Kvalifikační skupiny
Kvalifikační proces započal v srpnu 2007 a skončil v listopadu 2009.
Los pro hlavní kvalifikační skupiny se konal v Durbanu 25. listopadu 2007 (34 týmů již bylo vyřazeno ještě před tímto losem - 6 z OFC, 5 z CAF a 23 z AFC). Kvalifikace v zóně CONMEBOL také odstartovala, ale jelikož v této zóně hraje 10 členů v jedné skupině každý s každým doma a venku, tak los nebyl potřeba. Čtveřice zbývajících týmů z OFC hrála finálovou fázi své kvalifikace v jedné čtyřčlenné skupině, takže los nebyl pro tuto zónu také potřeba. Tím pádem se skupiny losovaly pouze 156 týmům z celkových 204 účastníků kvalifikace.
Jižní Afrika je na turnaj kvalifikována automaticky.

### Rozhodující kritéria v kvalifikaci
Ve všech zónách byla používána k určení pořadí ve skupinách následující kritéria:.
1. vyšší počet bodů ze všech zápasů ve skupině
2. lepší brankový rozdíl ze všech zápasů ve skupině
3. vyšší počet gólů vstřelených ve všech zápasech ve skupině
4. vyšší počet bodů obdržený ve vzájemných zápasech
5. lepší brankový rozdíl ve vzájemných zápasech
6. vyšší počet gólů vstřelených ve všech zápasech ve skupině
7. los nebo rozhodující zápas na neutrální půdě

### Afrika (CAF)
(53 týmů bojujících o 6 místenek, včetně JAR jako hostitele)
Kvalifikace zóny CAF začala předkolem hraném 13. října a 17. listopadu. Předkola se účastnilo 6 nejhorších týmů podle žebříčku FIFA. Následně bylo 48 týmů účastnících se první fáze nalosováno do 12 skupin po 4 týmech.
12 vítězů a 8 nejlepších týmů z druhých míst postoupilo do druhé fáze, ve které byli rozlosování do 5 skupin po 4 týmech. Vítězové těchto 5 skupin postoupili na mistrovství světa.
Kvalifikace na mistrovství světa byla zároveň kvalifikací na Africký pohár národů 2010. I přesto, že byla JAR hostitelem MS a měla tím pádem účast zajištěnu, kvalifikace se účastnila, neboť se potřebovala kvalifikovat na Africký pohár národů.

### Asie (AFC)
(43 týmů bojujících o 4 nebo 5 místenek - baráž proti týmu z Oceánie rozhodla o držiteli páté místenky)
Dvě předkola (jedno v říjnu 2007 a druhé v listopadu 2007) vyeliminovalo počet účastníků ze 43 na 20.
Dvacítka týmů byla v první fázi rozdělena do 5 skupin po 4 týmech. Tato fáze se hrála od února do června 2008. Vítězové skupin a týmy na druhých místech postoupili do druhé skupinové fáze. V ní bylo 10 týmů rozděleno do dvou skupin po 5 týmech a hrálo se od září 2008 do června 2009. Vítězové skupin a týmy z druhých míst druhé skupinové fáze se kvalifikovali na mistrovství světa. Dva týmy na třetích místech ve druhé skupinové fázi hrály mezi sebou v září 2009 baráž, jejíž vítěz narazil v přímém souboji o kvalifikační místenku na vítěze zóny OFC. Baráž AFC/OFC se hrála v říjnu a listopadu 2009.

### Evropa (UEFA)
(53 týmů bojujících o 13 místenek)
Evropská kvalifikace začala v srpnu 2008 po Mistrovství Evropy ve fotbale 2008. Týmy byly rozděleny do osmi skupin po šesti týmech a jedné pětičlenné skupiny. Devět vítězů jednotlivých skupin postoupilo přímo na mistrovství světa. Osm nejlepších týmů na druhých místech hrálo baráž o zbylé čtyři místenky.

### Jižní Amerika (CONMEBOL)
(10 týmů bojujících o 4 nebo 5 místenek - baráž proti týmu ze Severní Ameriky rozhodla o držiteli páté místenky)
Všech deset týmů se v jedné skupině utkalo dvoukolově každý s každým. Nejlepší čtyři celky se kvalifikovaly na mistrovství světa, zatímco pátý tým se utkal se čtvrtým celkem z CONCACAF v baráži.

### Oceánie (OFC)
(10 týmů bojujících o 0 nebo 1 místenku - baráž proti týmu z Asie rozhodla o držiteli této místenky)
Kvalifikační proces začal na fotbalovém turnaji na jihopacifických hrách 2007 v srpnu 2007. První tři celky tohoto turnaje postoupily do druhé fáze, do které byl již předem nasazen Nový Zéland, kde utvořily čtyřčlennou skupinu, v níž se utkaly dvoukolově každý s každým. Vítěz této skupiny následně postoupil do baráže proti pátému týmu z Asie.

### Severní, Střední Amerika a Karibik (CONCACAF)
(35 týmů bojujících o 3 nebo 4 místenky - baráž proti týmu z Jižní Ameriky rozhodla o držiteli čtvrté místenky)
V prvním předkole se 22 nejhorších týmů střetlo o postup do druhého předkola. V něm se 24 týmů (11 postupujících a 13 přímo nasazených) utkalo o 12 postupových míst do první skupinové fáze. Obě předkola se hrála v první polovině roku 2008. První skupinová fáze se hrála v druhé polovině roku 2008. Dvanáct týmů v ní bylo rozděleno do tří skupin po čtyřech. První dva týmy z každé skupiny postoupily do druhé skupinové fáze, ve které byla jedna skupina čítající 6 týmů. Celá se odehrála v roce 2009. První tři z této skupiny postoupili na mistrovství světa, čtvrtý celek postoupil do baráže proti pátému celku ze zóny CONMEBOL.